# Polyandrocarpa gravei
Polyandrocarpa gravei is een zakpijpensoort uit de familie van de Styelidae. De wetenschappelijke naam van de soort is voor het eerst geldig gepubliceerd in 1931 door Van Name.